# 王董正
王董正（1908年—1959年10月），字明軒。甘肅省會寧縣甘溝驛鄉東岔人，因忠實苦幹為人看重，民國37年（1948年）在甘肅省第一選區當選第一屆立法委員

## 生平[3]
- 甘肅省中山學堂
- 河南省開封訓政學院
- 國民革命軍第二集團軍第七方面軍政治人員訓練班畢業
- 甘肅地方行政人員訓練所縣長組畢業
- 中國國民黨甘肅岷縣黨務指導委員
- 中國國民黨甘肅省黨部幹事
- 三民主義青年團直屬蘭州區團部總務科長
- 甘肅省民政廳秘書
- 甘肅省參議會參議員
- 民國37年，當選立法委員，曾出席第一屆立法院第一會期農林及水利委員會、地政委員會、法制委員會
- 1949年8月，入蘭州革命大學學習[4]
- 1952年3月，參加秦安縣土地改革工作
- 1953年2月，調中國國民黨革命委員會甘肅省委員會工作
- 1957年8月，劃為右派分子，遣酒泉夾邊溝農場勞動教養，1959年10月勞教中死亡